# Francisco José Pacheco
Francisco José Pacheco Torres (Valdepeñas, 27 de marzo de 1982) es un ciclista español. 
Debutó como profesional en 2007 con el equipo portugués Barbot. El 30 de diciembre de 2013 anunció su retirada del ciclismo tras seis años como profesional y con 31 años para dedicarse a ser representante de la marca Gsport.

## Palmarés
2006
- 1 etapa de la Vuelta a Navarra
- 1 etapa de la Vuelta a León

2007
- 1 etapa de la Vuelta a Portugal

2008
- 1 etapa del Gran Premio CTT Correios de Portugal
- 2 etapas de la Vuelta a Extremadura
- 2 etapas de la Vuelta a Portugal

2010
- Circuito de Guecho

2012
- 3.º en el Campeonato de España en Ruta

## Resultados en Grandes Vueltas
| Carrera | Carrera         | 2007 | 2008 | 2009  | 2010 | 2011 | 2012 | 2013 |
| ------- | --------------- | ---- | ---- | ----- | ---- | ---- | ---- | ---- |
|         | Giro de Italia  | —    | —    | —     | —    | —    | —    | —    |
|         | Tour de Francia | —    | —    | —     | —    | —    | —    | —    |
|         | Vuelta a España | —    | —    | 121.º | —    | —    | —    | —    |

—: no participa 
Ab.: abandono 

## Equipos
- Barbot (2007-2008)
  - Barbot-Halcón (2007)
  - Barbot-Siper (2008)
- Contentpolis-AMPO (2009)
- Xacobeo Galicia (2010)
- Gios Deyser-Leon Kastro (2012)
- Christina Watches-Onfone (2013)[2]